# Łońsko
Łońsko – wieś w Polsce położona w województwie wielkopolskim, w powiecie złotowskim, w gminie Krajenka.
W latach 1975–1998 miejscowość administracyjnie należała do województwa pilskiego.